# Lecane acanthinula
Lecane acanthinula är en hjuldjursart som först beskrevs av Hauer 1938.  Lecane acanthinula ingår i släktet Lecane och familjen Lecanidae. Inga underarter finns listade i Catalogue of Life.